# Pitho quinquedentata
Pitho quinquedentata is een krabbensoort uit de familie van de Mithracidae. De wetenschappelijke naam van de soort is voor het eerst geldig gepubliceerd in 1835 door Bell.